# 紐約地鐵Q線
Q线（第二大道/百老汇快车/布莱顿慢车线），是紐約地鐵B分部的地鐵路線。由於該線在曼哈頓使用BMT百老匯線，因此其路線徽號為黃色。
Q线全天候运营，连接曼哈顿上東城的96街和布魯克林康尼島的康尼島-斯提威爾大道。白天时段，该线路在曼哈顿（57街-第七大道至坚尼街之间）停靠快车站，并在布鲁克林停靠所有车站；深夜时段，在全线停靠所有车站。
"Q"最开始是布鲁克林-曼哈顿运输股份有限公司（BMT）的1号线服务；自1920年开始，该线营运在布鲁克林的布莱顿线和曼哈顿的百老汇线。過去，Q在布鲁克林、曼哈顿和皇后区运营过许多不同的服务模式，包括快慢车服务，和"QB"與"QT"分別經曼哈頓大橋和蒙塔格街隧道，但隧道服務後來停運。1988年至2001年間，Q沿IND第六大道線前往21街-皇后橋，因此塗為橙色。Q也曾在不同时间段在皇后区运营，包括：2010年至2016年期间的工作日，它沿着延長至皇后區的阿斯托利亞-迪特馬斯林蔭路；在9/11事件后的临时服务改道期间，它曾沿着IND皇后大道线运行至森林小丘-71大道车站。
在2001年至2004年間，还曾有一个<Q>快車变体服务由布萊頓線前往布萊頓海灘。2017年1月1日，Q被改道到第二大道線。

## 路線

### 服務頻率
以下表格顯示Q線所使用路線，特定時段在有陰影的格的路段內營運：
| 路線                | 起點            | 終點                | 軌道 | 時段                 | 時段 |
| 路線                | 起點            | 終點                | 軌道 | 任何時段（深夜除外） | 深夜 |
| ------------------- | --------------- | ------------------- | ---- | -------------------- | ---- |
| IND第二大道線       | 96街            | 72街                | 全部 |                      |      |
| BMT 63街線（全線）  | 萊辛頓大道-63街 | 萊辛頓大道-63街     | 全部 |                      |      |
| BMT百老匯線         | 57街-第七大道   | 堅尼街              | 快車 |                      |      |
| BMT百老匯線         | 57街-第七大道   | 堅尼街              | 慢車 |                      |      |
| 曼哈頓大橋          | 曼哈頓大橋      | 曼哈頓大橋          | 南   |                      |      |
| BMT布萊頓線（全線） | 德卡爾布大道    | 康尼島-斯提威爾大道 | 慢車 |                      |      |

## 歷史
|  |

|  |

|  |

|                         |
| 1967-1979年使用（環狀） |

1920年8月1日，列車開始在BMT布來頓線上營運，自前程公園至得卡大道。週一至週六快車經曼哈頓橋（下簡稱曼橋）駛往時代廣場-42街車站，慢車經蒙塔格街隧道（下簡稱蒙街隧道）駛往皇后區廣場車站；凌晨時慢車改駛曼橋；晚上以及週日行快車經曼橋至57街/第六大道車站。
1930年代起，加開每日經由曼橋駛往欽伯斯街晨間尖峰列車。1950年6月29日，晚上亦加開前述列車，但在一年後加開列車的措施取消。
1952年6月26日，行駛於百老匯的列車全部延駛至57街/第六大道車站。
1955年12月1日，週一至週五的慢車取道剛通車的BMT60街隧道延駛至七十一大道-洲陸大道-森林高地車站，快車則駛往迪特馬士大道車站。
1957年5月4日，週六列車改行慢車駛往迪特馬士大道車站，以代替經蒙街隧道的慢車。10月24日，經由曼橋的慢車改於王子街車站換軌，夜間列車亦改駛曼橋。
1959年5月28日起，布來頓慢車只於中午行駛。加開的納蘇街特殊列車經蒙街隧道行駛尖峰方向，反向則經曼橋。
隔年11月15日，R27車廂啟用，Q線改為快車，經由蒙街隧道稱QT、經由曼橋稱QB。
1961年1月1日起有部份更動：Q線自57街/第六道道駛往布來頓海灘車站；QT於迪特馬士大道車站發車，訖於斯提威爾大道車站。
隔年4月2日，週六Q線取消，QT於晚上、凌晨、週末訖於迪特馬士大道車站。
1967年11月26日IND克莉絲蒂街連接道通車，Q、QB、QT等三線取消，改由D線以及QJ線代替行駛，但因招致民怨，又開行NX線列車確保如布來頓海灘、海洋園道、西8街等地乘客的權益。
1986年，取消雙字表快車的措施。Q線調整自57街/第六大道發車，於曼哈頓行快車、布魯克林行慢車，訖於斯提威爾大道車站。在曼橋維修期間，Q線與D線實施跳暫停措施。
1988年，北邊軌道再度開放、南邊則閉線維修，Q線調整為憑日快車，經IRT第六大道線駛往57街/的六大道車站（隔年延往21街-皇后橋）。平日夜晚與深夜時，開行區間線列車自57街/第六大道至第二大道。
1990年9月30日，夜晚及凌晨分別被B線、F線取代。
1995年5月，曼橋北邊軌道於中午、週末閉線維修，Q線調整於布魯克臨行慢車並經蒙街隧道駛往運河街車站。
2001年911事件後R線停駛，Q線慢車調整於非凌晨時段駛往七十一大道-洲陸大道-森林高地，於10月28日恢復正常。
2003年4月27日起曼橋南邊軌道於週末關閉，Q線於該時段改行駛蒙街隧道。
2004年2月22日曼橋北邊軌道再度開放，加開的Q線列車改由B（布魯克林）、N（曼哈頓）兩線取代。

## 車站
更詳細的車站列表參見上方列出的路線。
| 車站服務圖例             | 車站服務圖例                 |
| ------------------------ | ---------------------------- |
| 任何時候停站             | 任何時候停站                 |
| 任何時候停站（深夜除外） | 任何時候停站（深夜除外）     |
| 僅深夜停站               | 僅深夜停站                   |
| 僅平日停站               | 僅平日停站                   |
| 車站已關閉               | 車站已關閉                   |
| 僅繁忙時段停站           | 僅繁忙時段停站（有限度服務） |
| 僅繁忙時段的尖峰方向停站 | 僅平日繁忙時段的尖峰方向停站 |
| 時段資料                 |                              |
|                          |                              |
| 無障礙設施               | 車站符合ADA標準              |
| ↑                        | 車站在指定方向符合ADA標準    |
| ↓                        | 車站在指定方向符合ADA標準    |
|                          | 升降機只到夾層               |

| Q線列車        | 中文站名              | 英文站名 | 無障礙設施     | 轉乘 | 連接及備註                      |
| -------------- | --------------------- | -------- | -------------- | --- | ------------------------------- |
| 曼哈頓         |                       |          |                | |                                 |
| 第二大道線     |                       |          |                | |                                 |
| 任何時候停站   | 96街                  |          | 無障礙設施     | N R | M15選擇巴士服務                 |
| 任何時候停站   | 86街                  |          | 無障礙設施     | N R | M15選擇巴士服務 M86選擇巴士服務 |
| 任何時候停站   | 72街                  |          | 無障礙設施     | N R | M15選擇巴士服務                 |
| 63街線         |                       |          |                | |                                 |
| 任何時候停站   | 萊辛頓大道-63街       |          | 無障礙設施     | F <F> N R MetroCard出站轉乘： 4 5 6 <6> （IRT萊辛頓大道線，59街） N R W （BMT百老匯線，萊辛頓大道／59街）                |                                 |
| 百老匯線       |                       |          |                | |                                 |
| 任何時候停站   | 57街-第七大道         |          | 升降機只到夾層 | N R W |                                 |
| 僅深夜停站     | 49街                  |          | ↑              | N | 車站僅北行可無障礙通行          |
| 任何時候停站   | 時報廣場-42街         |          | 無障礙設施     | N R W 1 2 3 （IRT百老匯-第七大道線） 7 <7> （IRT法拉盛線） A C E （IND第八大道線，42街-港務局客運總站） S （42街接駁線） | 紐新航港局客運總站              |
| 任何時候停站   | 34街-先驅廣場         |          | 無障礙設施     | N R W B D F <F> M （IND第六大道線）                                                                                      | M34/M34A選擇巴士服務 PATH，33街 |
| 僅深夜停站     | 28街                  |          |                | N |                                 |
| 僅深夜停站     | 23街                  |          |                | N | M23選擇巴士服務                 |
| 任何時候停站   | 14街-聯合廣場         |          | 無障礙設施     | N R W L （BMT卡納西線） 4 5 6 <6> （IRT萊辛頓大道線）                                                                    |                                 |
| 僅深夜停站     | 第八街-紐約大學       |          |                | N |                                 |
| 僅深夜停站     | 王子街                |          |                | N |                                 |
| 曼哈頓大橋支線 |                       |          |                | |                                 |
| 任何時候停站   | 堅尼街                |          | 升降機只到夾層 | N R W 4 6 <6> （IRT萊辛頓大道線） J Z （BMT納蘇街線）                                                                    | 停靠下層。                      |
| 布魯克林       |                       |          |                | |                                 |
| 布萊頓線       |                       |          |                | |                                 |
| 任何時候停站   | 德卡爾布大道          |          | 無障礙設施     | B D N R W |                                 |
| 任何時候停站   | 大西洋大道-巴克萊中心 |          | 無障礙設施     | B D N R W （BMT第四大道線） 2 3 4 5 （IRT東公園道線）                                                                    | 長島鐵路大西洋支線，大西洋總站  |
| 任何時候停站   | 第七大道              |          |                | B |                                 |
| 任何時候停站   | 展望公園              |          | 無障礙設施     | B S （BMT富蘭克林大道線）                                                                                                |                                 |
| 任何時候停站   | 帕克賽德大道          |          |                | |                                 |
| 任何時候停站   | 教堂大道              |          |                | B |                                 |
| 任何時候停站   | 貝弗里路              |          |                | |                                 |
| 任何時候停站   | 科特柳路              |          |                | |                                 |
| 任何時候停站   | 紐科克廣場            |          |                | B |                                 |
| 任何時候停站   | H大道                 |          | ↓              | | 車站只限南行方向可無障礙通行    |
| 任何時候停站   | J大道                 |          |                | |                                 |
| 任何時候停站   | M大道                 |          |                | |                                 |
| 任何時候停站   | 金斯公路              |          | 無障礙設施     | B |                                 |
| 任何時候停站   | U大道                 |          |                | |                                 |
| 任何時候停站   | 尼克路                |          |                | |                                 |
| 任何時候停站   | 羊頭灣                |          |                | B |                                 |
| 任何時候停站   | 布萊頓海灘            |          |                | B |                                 |
| 任何時候停站   | 海洋公園道            |          |                | |                                 |
| 任何時候停站   | 西八街-紐約水族館     |          |                | F <F> （IND卡爾弗線） |                                 |
| 任何時候停站   | 康尼島-斯提威爾大道   |          | 無障礙設施     | D （BMT西城線） F <F> （IND卡爾弗線） N （BMT海灘線）                                                                    |                                 |

## 備註
1. ↑   (PDF). 大都會運輸署. 2019年9月  [2019-09-22].
2. ↑  此為週日至週五開行的特殊列車。

## 外部連結
- MTA NYC Transit - 路線介紹（英文）
- M線歷史（英文）
- MTA NYC Transit - M線時刻表（PDF）（英文）